# Skoki do wody na Letnich Igrzyskach Olimpijskich 1960
Wyniki zawodów w skokach do wody, które zostały rozegrane podczas Letnich Igrzysk Olimpijskich 1960 w Rzymie. Rywalizacja trwała w dniach 26 sierpnia – 2 września. Wzięło w niej udział 74 skoczków, w tym 25 kobiet i 49 mężczyzn z 24 krajów. Wśród nich był po raz pierwszy Polak – Jerzy Kowalewski.

## Mężczyźni
| Konkurencja    | Złoto       | Wynik  | Srebro      | Wynik  | Brąz         | Wynik  |
| Trampolina 3 m | Gary Tobian | 170,00 | Samuel Hall | 167,08 | Juan Botella | 162,30 |
| Wieża 10 m     | Bob Webster | 165,56 | Gary Tobian | 165,25 | Brian Phelps | 157,13 |

## Kobiety
| Konkurencja    | Złoto         | Wynik  | Srebro                | Wynik  | Brąz             | Wynik  |
| Trampolina 3 m | Ingrid Krämer | 155,81 | Paula Jean Myers-Pope | 141,24 | Elizabeth Ferris | 139,09 |
| Wieża 10 m     | Ingrid Krämer | 91,28  | Paula Jean Myers-Pope | 89,94  | Ninel Krutowa    | 86,99  |

## Klasyfikacja medalowa
| Lp. | Reprezentacja     |   |   |   | Razem |
| --- | ----------------- | - | - | - | ----- |
| 1.  | Stany Zjednoczone | 2 | 4 | 0 | 6     |
| 2.  | Niemcy            | 2 | 0 | 0 | 2     |
| 3.  | Wielka Brytania   | 0 | 0 | 2 | 2     |
| 4.  | Meksyk            | 0 | 0 | 1 | 1     |
| 4.  | ZSRR              | 0 | 0 | 1 | 1     |